# Chilo camptulatalis
Chilo camptulatalis là một loài bướm đêm trong họ Crambidae.